# Wyomia Tyus
Wyomia Tyus (Griffin, Georgia);29 de agosto de 1945) es una atleta estadounidense especialista en pruebas de velocidad que se proclamó dos veces campeona olímpica de los 100 metros lisos en Tokio 1964 y México 1968.

## Biografía
Tyus se crio en una ganja con sus tres hermanos siendo ella la más pequeña. Fue su padre quien la animó a practicar deporte. Jugó al baloncesto cuando estudiaba en el instituto y después siguió como saltadora de altura. Un año, la invitaron a un curso de verano de atletismo en la Universidad Estatal de Tennesee en 1960 allí comenzó su carrera como atleta.

## Trayectoria
A los 19 años y siendo una estudiante de la Universidad Estatal de Tennessee, participó en los Juegos Olímpicos de Tokio 1964. Ya en las series clasificatorias de los 100 metros igualó el récord mundial que poseía Wilma Rudolph con 11,2. En la final venció con gran comodidad por delante de su compatriota Edith McGuire por 0,2 segundos.
En esos mismos Juegos ganó la medalla de plata con el equipo de relevos 4 x 100 metros, en una prueba dominada por las atletas polacas. El cuarteto estadounidense lo fomaban por este orden Willye White, Wyomia Tyus, Marilyn White y Edith McGuire.
En los años siguientes Tyus siguió cosechando éxitos a nivel nacional e internacional. En 1965 durante un encuentro atlético entre Estados Unidos y la Unión Soviética disputado en Kiev logró batir el récord mundial de los 100 metros con 11,1. 
Además fue tres veces campeona nacional en los 100 metros (1964, 65 y 66) y dos en los 200 metros (1964 y 66) También ganó el oro de los 200 metros en los Juegos Panamericanos de Winnipeg 1967. 
Acudió a los Juegos Olímpicos de México 1968 para defender su título de cuatro años antes. Ganó la final de los 100 metros con un nuevo récord mundial de 11,08 y se convertía así en la primera mujer en la historia que ganaba dos veces el título olímpico de los 100 metros.
Días después disputó la final de los 200 metros, aunque esta vez solo pudo acabar en 6.ª posición. En la final de los relevos 4 x 100 m las estadounidenses lograron esta vez la medalla de oro con un nuevo récord mundial de 42,8. El equipo lo formaban por este orden Barbara Ferrell, Margaret Bailes, Mildrette Netter y Wyomia Tyus Era la tercera y última medalla de oro de Wyomia Tyus en unos Juegos Olímpicos.

## Retiro
Tras los Juegos Olímpicos de 1968, y pese a su juventud, se retiró del atletismo. Años después, en 1973 fue invitada a competir en las 60 yardas, en las nuevas competiciones de la Asociación Internacional de Atletismo Profesional. Volvió temporalmente y en su primer año de regreso ganó ocho de las dieciocho pruebas y al año siguiente siguiente, ganó todas las pruebas en las que participó, un total de veintidós carreras. Tyus siguió compitiendo en las 60 yardas hasta 1982.
Wyomia Tyus fue una de las mejores atletas estadounidenses de la década de los 60, y se convirtió en la sucesora de Wilma Rudolph en el dominio de la velocidad femenina.
Desde entonces Gail Devers (en Barcelona 1992 y Atlanta 1996) y Shelly-Ann Fraser-Pryce (en Pekín 2008 y Londres 2012) han logrado repetir la hazaña de Tyus de repetir título olímpico en los 100 metros.
Lejos de la pista, Tyus trabajó para el Distrito Escolar Unificado de Los Ángeles y como naturalista en la educación al aire libre y también fue entrenadora en el instituto de Beverly Hills.
Trabajó como comentarista para la ABC en los Juegos de Montreal de 1976, ayudó a llevar la bandera olímpica en la ceremonia de apertura de los Juegos Olímpicos de Los Ángeles de 1984 y llevó la antorcha olímpica por Griffin, Georgia, antes de los Juegos de Atlanta de 1996. Es miembro fundador de la Women's Sports Foundation, que promueve la autonomía de las niñas y las mujeres a través del deporte.

## Reconocimientos
En 1980, Tyus fue incluida en el Salón de la Fama del Atletismo Nacional. En los Juegos Olímpicos de 1984, fue una de las once atletas que portaron la bandera olímpica durante la ceremonia de apertura. En 1985, fue incluida en el Salón de la Fama Olímpica de Estados Unidos.
En 1999, su ciudad natal, Griffin (Georgia), la honró con la inauguración del Parque Olímpico Wyomia Tyus. La Copa del Mundo de Criadores de 2010 contó con un caballo de carreras de dos años que llevaba su nombre. En 2018 publicó las memorias Tigerbelle:the Wyomia Tyus story, con la coautora Elizabeth Terzakis; forma parte de la serie Edge of Sports de Dave Zirin.